# Doloplazy (district d'Olomouc)
Pour les articles homonymes, voir Doloplazy.
Doloplazy (en allemand : Doloplas) est une commune du district et de la région d'Olomouc, en République tchèque. Sa population s'élevait à 1 357 habitants en 2023.

## Géographie
Doloplazy se trouve à 5 km au sud-est de Velká Bystřice, à 12 km à l'est-sud-est d'Olomouc, à 68 km à l'ouest-sud-ouest d'Ostrava et à 221 km à l'est-sud-est de Prague.
La commune est limitée par Přáslavice au nord-ouest, par Daskabát au nord-est, par Tršice au sud-est et au sud, et par Svésedlice à l'ouest.

## Histoire
La première mention écrite de la localité date de 1232.

## Transports
Par la route, Doloplazy se trouve à 6,5 km de Velká Bystřice, à 14 km d'Olomouc et à 265 km de Prague.